# Bò sát hình người

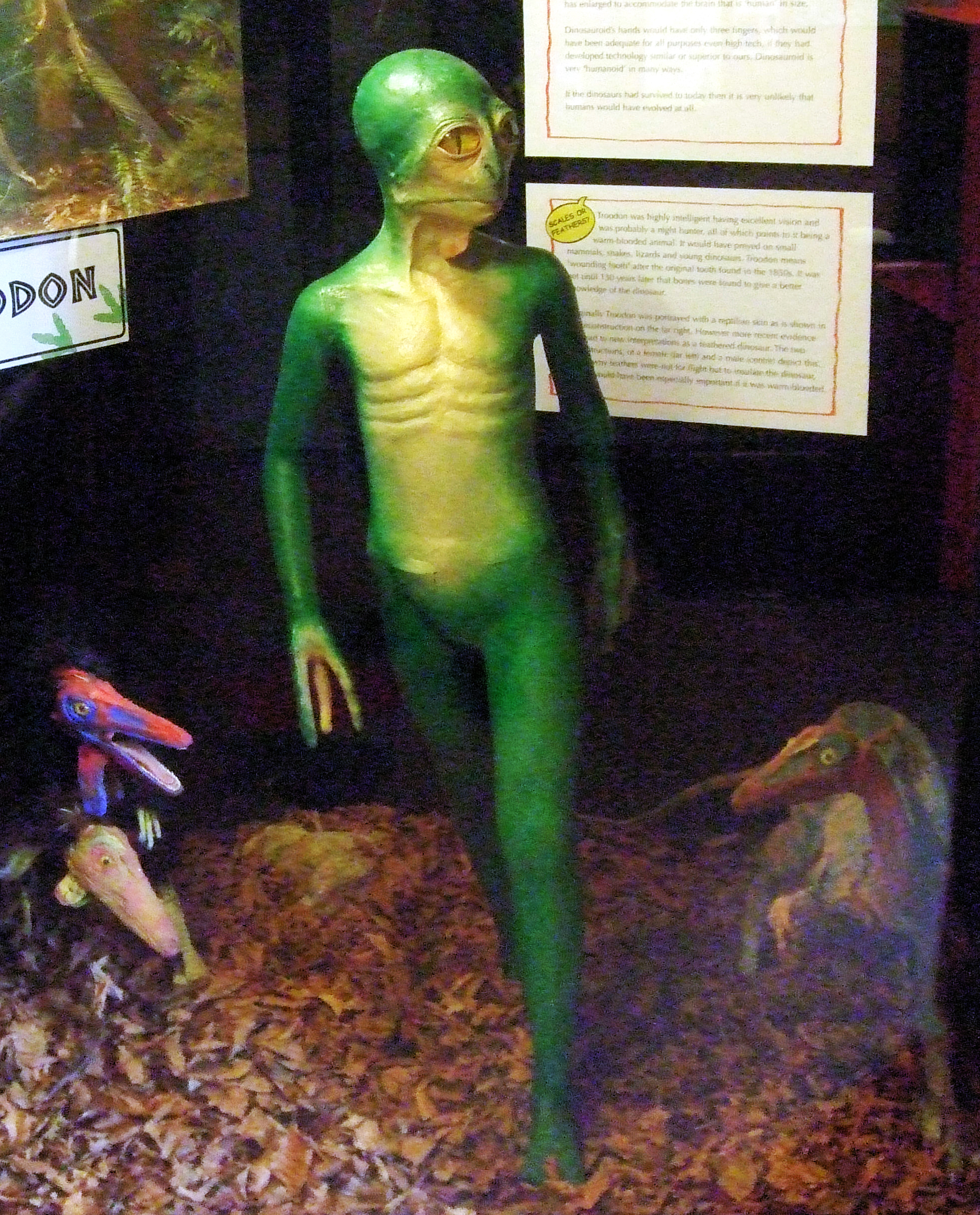
Phục dựng một người bò sát

Bò sát hình người hay còn gọi là Người bò sát (Reptilian humanoid) hay còn gọi là chủng tộc bò sát là các sinh vật trong giống như hình dáng của loài bò sát trong dạng người, và các loài bò sát được nhân cách hóa để rồi xuất hiện trong văn học dân gian, tiểu thuyết và các thuyết âm mưu (loài bò sát ngoài hành tinh đội lốt người). Trong thần thoại Nam Á và Đông Nam Á thì Nāga là những sinh vật á thần thánh nửa người nửa rắn. Nhiều văn bản thần thoại khác nhau đã đề cập đến các nhân vật bò sát thù địch với loài người. Trong văn hóa dân gian thì việc nhìn thấy loài bò sát hình người giống như sinh vật kỳ bí (Cryptids) thường gặp ở miền Nam Hoa Kỳ, nơi thường có các đầm lầy rộng lớn.
Vào cuối những năm 1980, có hàng trăm người được cho là đã nhìn thấy "Người thằn lằn" ở Bishopville, Nam Carolina. Các chủng tộc hay sinh vật bò sát được nhân cách hóa thường xuất hiện trong truyện giả tưởng và khoa học viễn tưởng. Chúng có thể dựa trên nhiều loài bò sát khác nhau như cá sấu, rắn, khủng long và rồng hư cấu. Họ thường được mô tả như những chiến binh mạnh mẽ, mặc dù trí thông minh tương đối của họ đối với con người khác nhau-cũng như với các chủng tộc nhân hình khác sự giống nhau nhiều hơn với con người thường biểu thị hành vi "văn minh" hơn. Thuyết âm mưu về loài bò sát cáo buộc rằng người ngoài hành tinh trong lốt loài bò sát thay đổi hình dạng kiểm soát trái đất.

## Những sinh vật
Thông thường người ngoài hành tinh bò sát là sinh vật ngoài hành tinh cao lớn, da có vảy chủ yếu là màu xanh lá cây, đi bằng hai chân, mắt to màu vàng hoặc đen và phát ra mùi cơ thể hôi hám, sự tồn tại của người ngoài hành tinh thuộc chủng bò sát cũng đang bị nhiều người hoài nghi nghi ngờ. Ở nhiều quốc gia, có những câu chuyện truyền thuyết liên quan tới rắn và nhiều nơi xem nó như vị thần. Nhiều văn tự thần thoại và những câu chuyện truyền thuyết, giai thoại khác nhau đã đề cập đến các nhân vật có nguồn gốc giống bò sát thần thoại, có những loài còn thù địch với loài người. Một số vị thần cổ đại trong những tôn giáo lớn thưở xa xưa, được cho là có liên hệ đến Chủng bò sát, trong đó nhiều con đã quyến rũ con người với mong muốn được con người tôn kính như một vị thần:

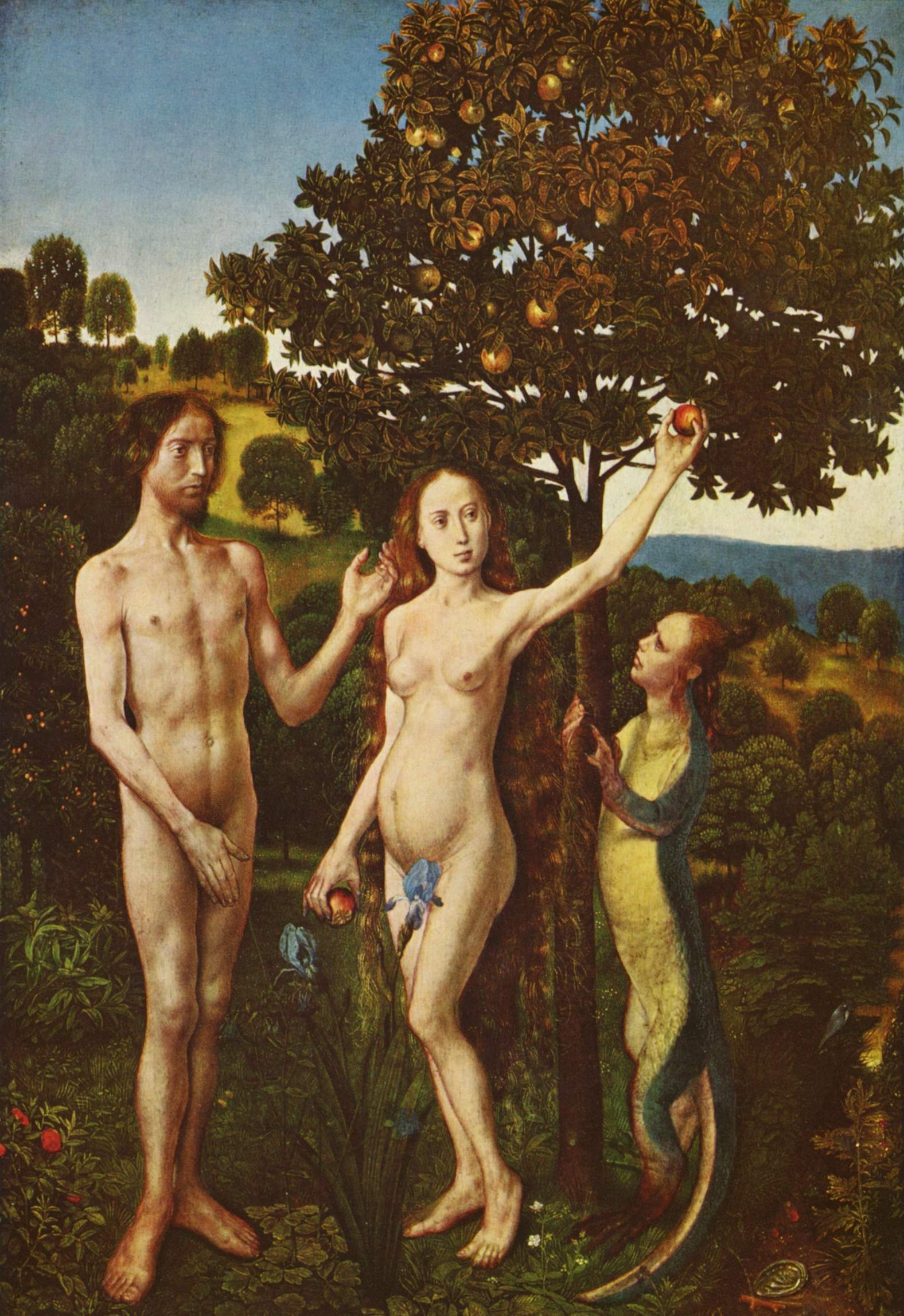
Họa phẩm về Adam, Eva và con rắn trong hình dạng bò sát

- Gucumatz là vị thần Maya của người Maya hay Quetzalcoatl là vị thần Aztec được mô tả là những con rắn khôn ngoan đã khai sáng cho nhân loại những kiến thức trước khi các nền văn minh được xây dựng, những vị thần này được mô tả có hình người bò sát và đôi mắt to màu vàng.
- Văn hóa dân gian châu Phi đề cập đến một chủng tộc bò sát được cho là đang kiểm soát trái đất hàng ngàn năm trước là Chitauri, chủng tộc bò sát được biết là đã tận dụng người châu Phi bản địa khai thác vàng cho họ.
- Boreas vị thần gió lạnh giá của Hy Lạp đang được mô tả là một người đàn ông có cánh với cơ thể rắn có chân. Không thể có một sinh vật như vậy có nguồn gốc từ trái đất và nó phải là một dạng của ngoài hành tinh được nhìn thấy trong thời gian đó.
- Một số hiện vật từ nền văn minh Sumer cổ đại trông giống như hình người bò sát. Những bức tượng này có đôi mắt lồi lớn và đặc điểm của loài bò sát chứng minh rằng người ngoài hành tinh bò sát bị người Sumer cổ đại bắt gặp giống như những người từ các nơi khác trên thế giới. Ở Iraq, họ có truyền thuyết về người rắn, người được xem là thiên thần, là thượng đế của dân nước họ.
- Trong thần thoại Hồi giáo có tồn tại những sinh vật được gọi là Jinn. Chúng là những sinh vật trông giống như lửa không khói nhưng cũng có thể biến thành những sinh vật giống rắn. Những sinh vật Jinn sống theo các quy tắc tương tự như nhân loại.
- Một số người cho rằng loài bò sát cũng được đề cập trong Kinh thánh. Theo những người này, con rắn được đề cập trong Sáng thế ký đã thuyết phục Eva ăn trái cấm thực sự là một loài bò sát biết nói. Ngoài ra, nhân vật Lilith cũng được xem là thân thiết với một con rắn.
- Trong thần thoại Nam Á và Đông Nam Á khởi nguồn từ Ấn Độ giáo thì Nāga là những sinh vật á thần nửa người nửa rắn, chúng là những con rắn khổng lồ, có thể có nhiều cái đầu.
- Ở Campuchia có truyền thuyết về người rắn (nàng tiên rắn, xà nữ vương), trong đó, có truyền thuyết lập quốc của người Khmer, các vị vua Khmer thì tin mình đã giao phối với một Nagini xinh đẹp để duy trì dòng dõi hoàng gia. Trong Chân Lạp phong thổ kí, sử giả Châu Đạt Quan có chép rằng hàng đêm Quốc vương đều đến ngủ với một nàng tiên rắn.
- Những con bò sát trong thần thoại cổ đại, trong thần thoại Trung Quốc, những sinh vật được gọi là Long vương được cho là có khả năng biến hình thành người bất cứ khi nào họ cảm thấy muốn làm như vậy, những sinh vật này ngồi trong những cỗ xe được kéo bằng những con rồng trên trời. Trung Quốc còn lưu truyền truyền thuyết về Thanh Xà, Bạch Xà kể về những con rắn biến hình và đặc biệt là truyền thuyết về bà Nữ Oa mình rắn.
- Trong văn hóa dân gian ở những vùng đồng quê thì việc nhìn thấy loài bò sát hình người giống như sinh vật kỳ bí (Cryptids) thường gặp ở miền Nam Hoa Kỳ, nơi thường có các đầm lầy rộng lớn, người địa phương coi đó như những sinh vật đáng sợ. Vào cuối những năm 1980, có hàng trăm người được cho là đã nhìn thấy "Người thằn lằn" ở Bishopville, Nam Carolina và còn nhiều những câu chuyện đồn đại tương tự kiểu như vậy.